# 錫納謝山

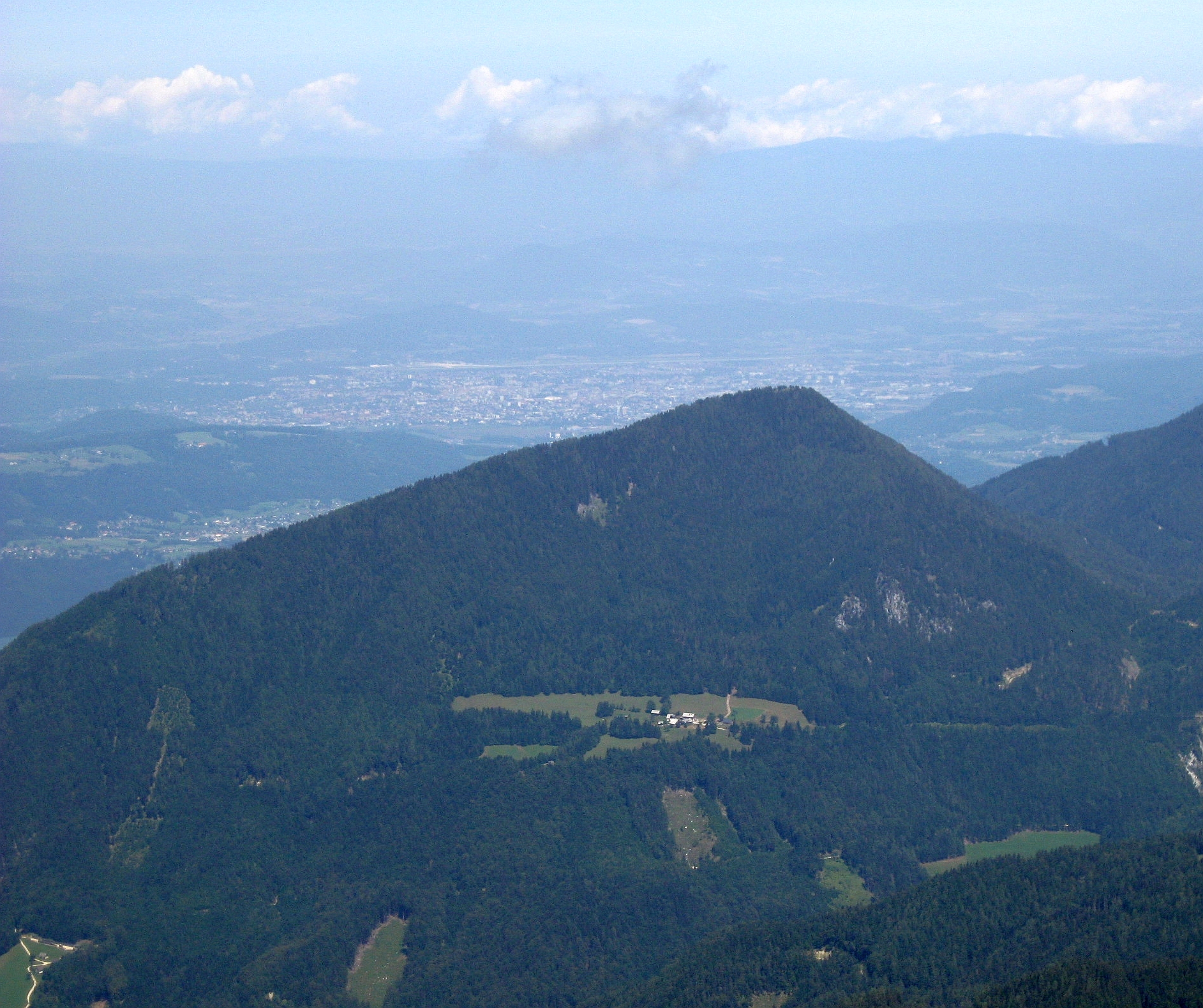

46°29′39″N 14°11′30″E / 46.49417°N 14.19167°E
錫納謝山（德語：Sinacher Gupf），是奧地利的山峰，位於該國南部，由克恩頓州負責管轄，屬於卡拉萬克斯山脈的一部分，距離科西亞克山3.7公里，海拔高度1,577米。